# شهرک قدس (ماهشهر)
شهرک قدس یک شهرک در ایران است که در بخش مرکزی شهرستان بندر ماهشهر در استان خوزستان واقع شده‌است. این شهرک به عربی رامبله هست متعلق. به طایفه آلبوصبیح وبیت عبدالنبی هست مهترین شخصیت هاشیخ محمود پسر ابریدی همچنین علیرضا عساکره ساکن کنگان ازطایفه آلبوصبیح بیت عبدالنبی هست

## جمعیت
این شهرک در دهستان جراحی قرار دارد و براساس سرشماری مرکز آمار ایران در سال ۱۳۸۵، جمعیت آن ۱٬۴۱۶ نفر (۲۴۸ خانوار) بوده‌است.